# 假超新星
假超新星有時也稱為第五型超新星，是類似海山二和高光度藍變星（LBV）的巨大噴發現象。

## 本質
它們起初看起來像是超新星爆炸，但是並沒有造成恆星本身的毀壞。同樣的，它們應該被視為特別強而有力的新星。

## 外觀，起源和質量損失
它們出現微弱的IIn型超新星的光譜特徵，在光譜中狹窄的譜線顯示有相對來說是低速的氫。這種假性的爆發會使前超新星的光度增加數個等級，典型的光度峰值在絕對星等-11至-14等之間。觸發這種爆炸的機制目前依然不清楚，一般認為是超越了傳統的愛丁頓光度極限造成的，會造成一些質量的損失。如果釋放的熱能和動能損失的比率是一致的，像是海山二，那麼我們將能期望大約有0.16太陽質量的物質將會被拋出造成質量的損失。

## 例子
假超新星爆發的例子可能包括1843年海山二的噴發、天鵝座 P、SN 1961V, SN 1954J, SN 1997bs和在NGC 6946的SN 2008S，因為原來的恆星都仍然被觀測到。
曾成為新聞的假超新星爆炸事件是2004年10月20日在UGC 4904中被日本業餘天文學家板垣公一觀測到的，而這顆高光度藍變星在2006年10月11日爆炸成為SN 2006jc 